# Anima gitana (Platinum edition)
Anima gitana (Platinum edition) è una raccolta del 2004 che raccoglie tre album di Cristiano Malgioglio: Amiche (1991), Ho dimenticato di baciare la sposa (2000) e Delitto e castigo (1989).

## Tracce
CD1 AMICHE (1991):
1. Amica (duetto con Milva)
2. Notte madrilena (duetto con Sylvie Vartan)
3. Cavalcata (duetto con Lara Saint Paul)
4. Gli zingari d'oriente (duetto con Aida Cooper)
5. Ex innamorati (duetto con Rita Pavone)
6. La gelosia (duetto con Iva Zanicchi)
7. Io ti propongo (duetto con Mersia)
8. Briosa malinconia (duetto con Rosanna Fratello)
9. Rock'n coffee (duetto con Aida Cooper)
10. Tu non ti scordar di me

CD2 HO DIMENTICATO DI BACIARE LA SPOSA (2000):
1. L'uragano
2. Aicha (Aïcha)
3. La fotografia
4. Sento che mi senti che ti sento (I Don't Know What You Want But I Can't Give It Any More)
5. Stai con me (Illuminami)
6. Amalia
7. Non avrai più bisogno di me
8. Meldina
9. Il mare d'Irlanda
10. Ultima tentazione
11. No me hablas mas de amor
12. Il mare nei tuoi occhi
13. Ahi corazon
14. Mira el puerto

CD3 DELITTO E CASTIGO (1989):
1. Delitto e castigo
2. Anema e core
3. Che fine ha fatto Cenerentola
4. Zucchero miele veleno
5. Mia cara delinquente
6. Lolita (duetto con Paola Folli)
7. Con l'amore addosso (Wonderful life)
8. Le grandi solitudini
9. How wonderful to know (Anema e core)
10. Anima gitana